# Cylindraspis peltastes
Cylindraspis peltastes, conhecida como tartaruga-gigante-de-carapaça-de-cúpula-de-rodrigues, é uma espécie extinta de tartaruga da família Testudinidae. Foi endêmica da ilha Rodrigues. Parece que foi extinta por volta de 1800, como resultado da exploração humana.

## Extinção
Na época da chegada dos colonos humanos, densos rebanhos de tartarugas gigantes de vários milhares foram relatados em Rodrigues. Como muitas espécies insulares, foi relatado que elas eram amigáveis, curiosas e não tinham medo dos humanos. No entanto, nos anos seguintes, a colheita massiva e a exportação de alimentos, bem como a introdução de espécies invasoras, exterminaram rapidamente as tartarugas gigantes. Centenas de milhares foram carregadas em porões de navios para servir de alimento ou para serem transportadas para Maurício, onde eram queimadas para obter gordura e óleo.
Uma tartaruga gigante sobrevivente foi relatada em Rodrigues em 1795, no fundo de uma ravina. Ainda em 1802, há menção de sobreviventes sendo mortos em grandes incêndios usados para limpar a vegetação da ilha para a agricultura, mas não está claro qual das duas espécies de Rodrigues eram, e qual sobreviveu por mais tempo.